# 브로메이트
브로메이트(bromate)는 오존으로 정수 처리를 할 때 부수적으로 생기는 브롬산 이온 및 브롬산염을 가리킨다. 복통, 중추 신경계의 기능 저하, 호흡 곤란, 폐부종, 간장 기능 저하, 청각 장애 등을 일으키는 것으로 알려져 있다.

## 옥시 음이온
브롬산염 음이온, BrO-3은 브롬계 옥소음이온(oxoanion 또는 oxyanion)이다. 브롬산염은 이 이온을 포함하는 화합물이다. 브롬산염의 예로는 브롬산나트륨(NaBrO3) 과 브롬산칼륨(KBrO3)이 있다.
브롬산염은 도시의 식수에서 다양한 방식으로 형성될수있다. 가장 흔한 것은 오존과 브롬화물의 반응으로 알려져있다.
Br−
 + O
3 → BrO−
3

## 독성
최근 환경부의 규제대상으로 추가된 무기계, 소독부산물인 클로레이트 및 브로메이트의 생성에 따른 문제점이 대두되고 있다.

## 같이 보기
- 클로레이트